# Turgenitubulus costus
Turgenitubulus costus är en snäckart som beskrevs av Alan Solem 1981. Turgenitubulus costus ingår i släktet Turgenitubulus och familjen Camaenidae. IUCN kategoriserar arten globalt som sårbar. Inga underarter finns listade i Catalogue of Life.